# Турб'єрн Ягланд

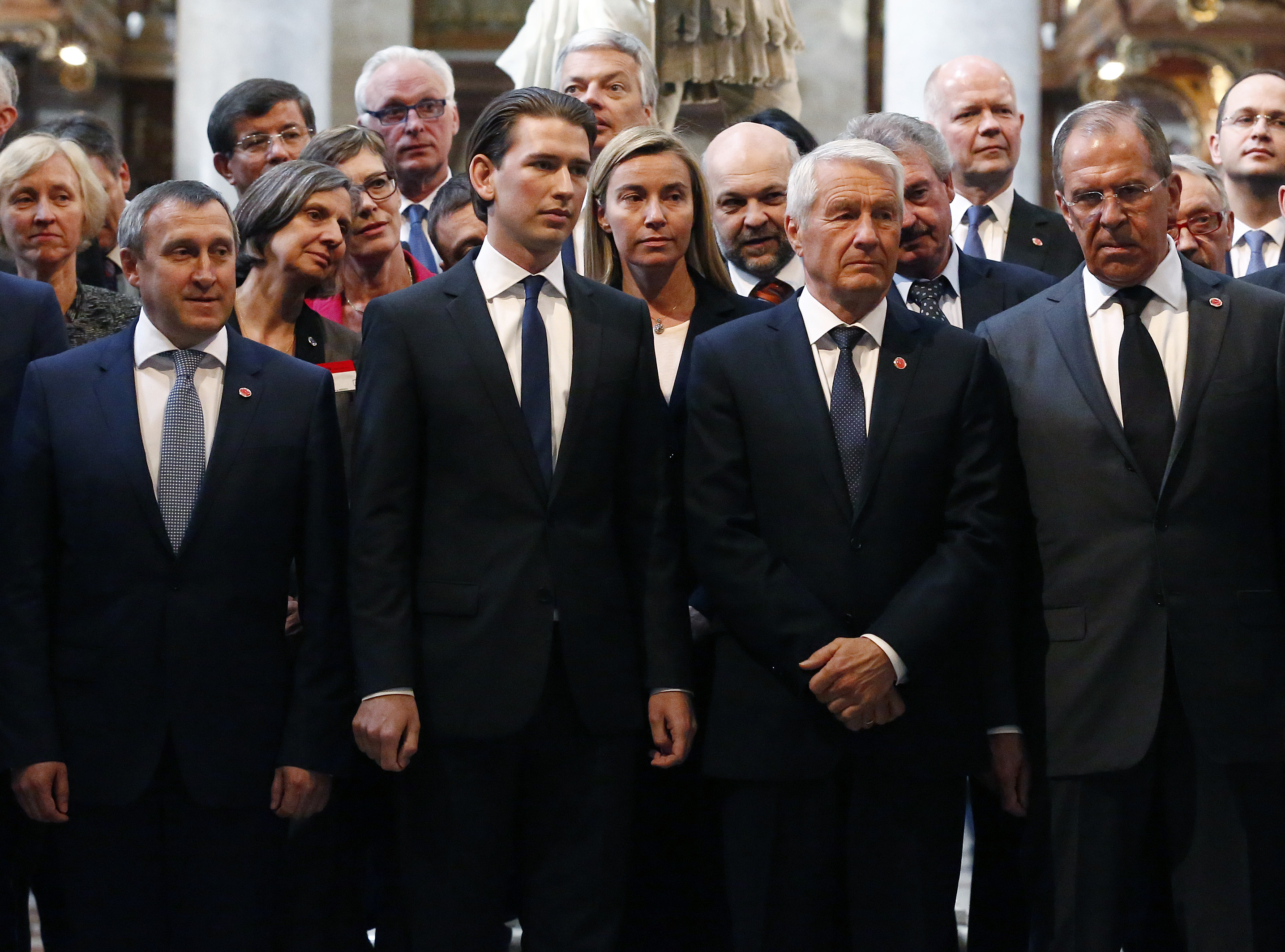
124-та сесія Комітету міністрів Ради Європи у Відні 5-6 травня 2014. Перший ряд: Міністр закордонних справ України Андрій Дещиця, Міністр закордонних справ Австрії Себастьян Курц, Генеральний Секретар Ради Європи Турб'єрн Ягланн, міністр закордонних справ Росії Сергій Лавров. За ними - Міністр закордонних справ Італії Федеріка Могеріні

Турб'єрн Ягланн (Ягланд, норв. Thorbjørn Jagland; нар. 5 листопада 1950, Драммен, Норвегія) — норвезький політик. Прем'єр-міністр Норвегії 1996–1997, міністр закордонних справ Норвегії 2000–2001. Генеральний секретар Ради Європи з 2009 по 2019. Одружений, має двох синів.

## Дитинство та юність
Народився 5 листопада 1950 року в місті Драммен. Його батько Гельг Ягланн був зварювальником, а мати Інгрід Б'єркнес — кухаркою. Середню школу Турб'єрн закінчив в 1969 році. Потім вступив до університету в Осло, де вивчав економіку.

## Політична кар'єра

### Професійна кар'єра до 2009
У 16 років розпочав свою політичну кар'єру в Союзі робітничої молоді, а через декілька років був обраний лідером Союзу в Бускеру.
У 1977 став національним лідером Союзу робітничої молоді, займав цю посаду до 1981. Був партійним секретарем Норвезької робітничої партії в 1986–1992. У 1992–2002 був лідером Норвезької робітничої партії.
У 1996–1997 займав пост прем'єр-міністра Норвегії. Під час перебування на посаді прем'єр-міністра він почав втілювати в життя програму під назвою «Норвезький дім». В основу цієї програми було покладено чотири стовпи: бізнес та трудова політика, політика соціального забезпечення, освітня політика, зовнішня політика та політика безпеки.
У 1999–2008 — заступник голови Соціалістичного інтернаціоналу.
У 2000–2001 — один з п'яти членів Комісії Мітчелла з близькосхідного врегулювання («група Шарм ель-Шейх»), призначених Президентом США Біллом Клінтоном та Генеральним секретарем ООН Кофі Аннаном з метою припинити насильство на Близькому Сході.
У 2000–2005 — голова Консультативного комітету Європейського економічного простору (ЄЕП).
У 2000–2001 був міністром закордонних справ Норвегії. Одним з перших кроків на посаді міністра закордонних справ був візит Ягланна до Белграда: політик хотів надати допомогу Югославії та спробувати знайти мирне вирішення подій, що відбувались на Балканах. Міністерство закордонних справ Норвегії завдяки комп'ютерному обладнанню допомогло виявити махінації Слободана Мілошевича під час виборів. Цей вклад Норвегії зіграв велику роль у поваленні режиму Мілошевича, а Ягланн був у числі перших запрошених відсвяткувати перемогу.
Як міністр закордонних справ відвідав Шрі-Ланку в червні 2001. Після короткого візиту до столиці Коломбо на прохання Президента Шрі-Ланки Чандріки Кумаратунги погодився узяти участь у мирному процесі після громадянської війни між урядом Шрі-Ланки і тамільськими тиграми.
У 2001 пішов у відставку з посади міністра закордонних справ у результаті розпаду уряду Єнса Столтенберга.
У 2001–2005 займав посаду голови Європейського агентства з навколишнього середовища. Голова комісії з міжнародних питань Стортингу Норвегії в 2001–2005.
У 2001–2006 був головою Міжнародного соціального близькосхідного комітету.
У 2005–2009 — голова Стортингу.
З 2009 — голова Норвезького Нобелівського комітету. Є головою ради директорів у Центрі миру та прав людини в Осло та членом ради керівників Центру миру Шимона Переса.

### Генеральний секретар Ради Європи
29 вересня 2009 обрано Генеральним секретарем Ради Європи. Вперше цю посаду зайняв представник Норвегії. У першому турі виборів отримав абсолютну більшість голосів — 165 голосів, обігнавши Влодзімежа Цімошевича (Польща), який набрав всього 80 голосів з 245 можливих.
Після обрання Генеральним Секретарем почав здійснювати реформування Ради Європи за підтримки урядів 47 держав-членів. Метою реформи стало перетворення Ради у важливу та впливову організацію Європи. Наголошує на важливості співпраці з ЄС та ООН. Постійно проходять зустрічі та консультації між ним та лідерами ЄС й Генеральним Секретарем ООН.
У 2012 започаткував проведення Всесвітнього форуму демократії, головна мета якого — утвердження демократії, поваги до прав людини та верховенства права у всьому світі. На цій щорічній конференції, яка проходить в Страсбурзі (Франція), збираються державні діячі, громадські діячі, політики, науковці, лауреати Нобелівської премії миру та активісти громадянського суспільства. Це дозволяє обмінятися досвідом та ідеями, які сприяють виявленню ризиків та виробленню можливих заходів по боротьбі з проблемами сучасного суспільства.

### Публікації
Автор багатьох публікацій на тему європейських та міжнародних відносин. Було видано чотири його книги: «Моя європейська мрія» (1990), «Листи» (1995), «Наш вразливий світ» (2001), «10 тез про ЄС та Норвегію» (2003).